# Мартин каліфорнійський
Мартин каліфорнійський (Larus californicus) — морський птах середнього розміру роду мартин (Larus). Дорослі птахи нагадують зовнішнім виглядом сріблястого мартина (Larus argentatus), але мають менший жовтий дзьоб з чорним кільцем, жовті ноги і більш круглу голову. Тіло переважно біле, з сірими спиною та верхньою частиною крил. Молоді птахи також нагадують сріблястих мартинів, але мають коричневіше оперення.
Гніздяться на озерах і болотах континентальної Північної Америки, від Північно-західних територій (Канада) до східної Каліфорнії і Колорадо. Гніздяться в колоніях, часто разом з іншими птахами. Гніздо являє собою неглибоку ямку, вистелену травою та пір'ям. Самка відкладає 2-3 яйця. Годують пташенят обидва батьки.
Це мігруючі птахи, що перелітають за зиму до тихоокеанського узбережжя. Зазвичай тільки протягом цього часу птаха можна побачити в західній Каліфорнії.